# Helicoblepharum venustum
Helicoblepharum venustum là một loài rêu trong họ Pilotrichaceae. Loài này được (Mitt.) Broth. mô tả khoa học đầu tiên năm 1907.